# 森達彦
森 達彦（もり たつひこ、1954年5月1日 - ）は、日本のシンセサイザー・プログラマー、サウンド・デザイナー、マニピュレーター、レコーディング/ミキシング・エンジニア、音楽プロデューサー、編曲家。長崎県長崎市出身。

## 人物・来歴
16歳の時、遠足の前日たまたま立ち寄ったレコード店で『クリムゾン・キングの宮殿』と『いたち野郎』のレコードを手に取り、15分ほど熟考したのち『クリムゾン・キングの宮殿』を購入。その後メロトロンにのめり込み現在に至る。ブリティッシュ・ロックに傾倒しており、中低域を重視した音作りが特徴である。
1978年に株式会社レオミュージックに入社、シンセサイザーの打ち込みを習得する。1984年にムーンライダーズ・オフィスと共同出資で、プログラマーのマネージメントを主たる業務とする株式会社 hammerを設立。シンセ・サウンドを多用した歌謡曲やニューミュージック全盛の時代で、一時は "日本で最も高級舶来機材を所有するプログラマー集団" と言われた。1987年にはハーフトーンミュージックの機材班と統合し、社名をHAMに変更。hammerの名は1991年から開始した自身のインディーレーベル（hammerlabel）に継承される。
その少し前にレコーディングで訪れたイギリスで、ストロベリー・スウィッチブレイドや日本ではのちにCHARAなどを手掛け、友人となるプロデューサー・デヴィッド・モーションに出会い、デンマークのバンド・Gangwayを紹介される。気に入った森は、彼らの住むデンマークに赴き契約を交わし、hammerlabel 初リリースとなる彼らの日本盤CDを発売。特に渋谷の外資系CDショップなどでは、異例の売り上げを記録した。
1980年代から作曲家・編曲家の鷺巣詩郎、山川恵津子、武部聡志、萩田光雄、瀬尾一三、十川知司など多数のアレンジャーが手掛ける楽曲にシンセサイザー・プログラマーとして従事し、アイドル、歌謡曲、シティポップ、フュージョン、アニメやゲーム音楽、映画音楽など多岐に渡るジャンルの音楽制作に関わった。洋楽のカテゴリーにおいても、ノーランズ、ピエール・ポルト、アラベスク、ドン・グルーシンなどの制作に参加している。携わった楽曲の総数は15年余りで3000曲を超えると言われる。
1990年代に入るとシンセサイザー・プログラマーの仕事の傍ら、所有していた渋谷のセンター街に位置するプライベートスタジオにおいて、のちに渋谷系と呼ばれるCrue-L Records、エスカレーターレコーズのエンジニア部門（ラヴ・タンバリンズ、カヒミ・カリィ、Bridgeなど）をサポートした。それを皮切りに、レコーディング/ミキシング・エンジニアとしての仕事も増加、プロデューサー業務も行うことになる。(※ 詳細は仕事アーカイブ、森達彦 -Tatsuhiko Mori- Works 参照) 　また、山岡広司らと共にプロデュース・ユニット『u.l.t.』としての活動も開始した。

## シンセサイザー・プログラマーとしての主な参加作品
- CHAGE and ASKA 『MIX BLOOD』『RHAPSODY』『TREE』『GUYS』、「If」「SAY YES」 (フジテレビ系ドラマ『101回目のプロポーズ』主題歌)
- ASKA 「晴天を誉めるなら夕暮れを待て」「オンリー ロンリー」「you & me」
- 岡本真夜「FOREVER」「そのままの君でいて」「TOMORROW」(TBS系ドラマ『セカンド・チャンス』主題歌)
- 山口百恵「さよならの向う側」「しなやかに歌って」（『コンプリート百恵回帰』より）
- 中島みゆき『グッバイガール』『回帰熱』『時代-Time goes around-』、「時代」 (1993年シングル)
- KAN「涙の夕焼け」
- 久保田利伸「You were Mine」(フジテレビ系ドラマ『君の瞳をタイホする!』主題歌)
- 安全地帯「萌黄色のスナップ」
- 井上陽水「つめたい部屋の世界地図」
- 沢田研二「静かなまぼろし」
- 吉田拓郎『俺が愛した馬鹿』
- THE ALFEE『DNA Communication』『ARCADIA』
- BEAT BOYS (THE ALFEE 別名義)「やさしい黄昏」「誰よりもLady Jane」(LION『PAGE ONE』CMソング)
- チューリップ『I Like Party』(「サマー・レイン・ラプソディー」他)、「たったひとりのオーディエンス」
- EPO「いつか」
- 稲垣潤一「それぞれの渚」「The Love is Too Late」「心からオネスティー」(明治乳業「明治ブリック」CMソング)、「メリークリスマスが言えない」(三貴「ブティックJOY」のCMソング)
- 斉藤由貴「初戀」「AXIA ～かなしいことり～」「予感」「悲しみよこんにちは」（フジテレビ系アニメ『めぞん一刻』OP）
- ピカソ「シ・ネ・マ」（フジテレビ系アニメ『めぞん一刻』ED）
- ムーンライダーズ「悲しいしらせ」
- 鈴木慶一「SNOW MAN」「MAGICANT」(任天堂ゲーム『MOTHER』Soundtrack)、「Trailer」（映画『座頭市』北野武監督作品）
- Louis Philippe「Flying Man」(任天堂ゲーム『MOTHER』Soundtrack)
- 原田知世「チム・チム・チェリー」(『Disney Tribute Album / We Love Mickey ～Happy 70th Anniversary』より)
- David Van Tieghem「Thunder Lizard」
- 小泉今日子「100％男女交際」「自由な太陽」
- T-SQUARE「TRUTH」(フジテレビ『F1グランプリ』テーマ曲)
- 南野陽子「あなたを愛したい」「ベルベット・シークレット」「秋のIndication」「リフトの下で逢いましょう」「はいからさんが通る」(東映映画『はいからさんが通る』主題歌)
- 薬師丸ひろ子「A Lover's Concert」「あなたを・もっと・知りたくて」(NTTキャンペーンソング)
- 浅香唯「Melody」
- 本田美奈子「Oneway Generation」(TBS系ドラマ『パパはニュースキャスター』主題歌)
- 岡田有希子「くちびるNetwork」
- 中森明菜「Angel Eyes」
- 松本伊代「月下美人」
- 早見優「KISS ME PLEASE」
- 渡辺満里奈「EVERGREEN」「恋の日付変更線」
- おニャン子クラブ「窓から見てるPTA」「FENを聴かせて」「避暑地の森の天使たち」「シーッ!愛はお静かに...」「アンブレラ・エンジェル」「ポップコーン畑でつかまえて」
- C-C-B「原色したいね」(明治製菓『かるかったウエハー』CMソング)、「抱きしめたい」(TBS『日立 世界・ふしぎ発見!』ED)、「ないものねだりのI Want You」(TBS系ドラマ『毎度おさわがせします』主題歌)
- 渡辺美里「素直になりたい」「みつめていたい」
- 小林麻美「悲しみのスパイ」
- 八木さおり「SAYONARA」「心」
- 安田成美「風の妖精」（「風の谷のナウシカ」B面）
- わらべ「もしも明日が」(テレビ朝日『欽ちゃんのどこまでやるの!』挿入歌)
- 今井美樹「横顔からI LOVE YOU」
- 高橋真梨子「Sweet Pageから相棒へ」
- 松原みき「ムーンナイトレビュー」
- 八神純子「1984（西暦2000年に向けて）」
- 岡村孝子「満ち潮」「空の彼方まで」「Believe」(日本テレビ系ドラマ『風少女』主題歌)
- 岩崎宏美「夜のてのひら」
- 香坂みゆき『La Vie Naturelle』
- 松田優作「ONE FROM THE HEART」
- 小林麻美『Cryptograph 〜愛の暗号〜』
- 桃井かおり『Show?』
- 桃井かおり・来生たかお「シングル・ナイト」
- 来生たかお「語りつぐ愛に」「たそがれに涙して」「甘い偶然」「青いNovember」「想いの破片」
- 中川勝彦「花の首飾り」
- もんたよしのり（門田頼命） 『Bitter』
- 辛島美登里「あなたは知らない」(TBS系ドラマ『愛はどうだ』主題歌)
- 伊勢正三「バルコニーの休日」
- 小比類巻かほる「TIME」「THIS POWER OF LOVE」
- 小山茉美『Vivid』
- 芳本美代子「心の扉」「海岸エッセイ」「東京Sickness」
- 鳥山雄司『A Taste Of Paradise』
- カシオペア「アイズ・オブ・ザ・マインド」
- 櫻井哲夫「Night Dew」
- サーカス「デザートは砂漠で」
- マリーン「Just A Woman」
- 杉真理「ロマンシング・ストーリー」「歴史はいつ作られる」「Daisyと秋の日」(口笛)
- BOX「Temptation Girl」「人生はコーンフレーク」「魅惑の君」
- 南佳孝「オズの自転車乗り」
- 松尾清憲「愛しのロージー」「シャングリラ」「サニーシャイニーモーニング」(フジテレビ系アニメ『めぞん一刻』OP)
- ポータブル・ロック「スムース・トーク」
- 白井貴子 & Crazy Boys『Raspberry Kick』
- 小林明子『心のままに』
- Coba「Pearl Rain」
- 黒住憲五「Heart of New York」「Moonlight Serenade」
- 岡本舞子「ファッシネイション」「愛って林檎ですか」
- 山本達彦「ELDORADO」
- 古内東子「こたえないで」「彼の背中」「BYE」「ここにいる」
- 山口由子「不安な果実」
- 佐野量子「夏のフィナーレ」
- 松本典子「春色のエアメール」
- 真璃子「私星伝説」「夢飛行」
- 石黒ケイ『モン・サン・ミッシェルの孤独』
- 門あさ美「香港クルーズ」
- 石川優子「風のセレナーデ」
- NOBODY「～ディア・マイ・ハート～君のためにラブ・ソング～」「ダーリン ダーリン」
- 柿原朱美「big blue」「誰もいないハート」「A SHOT IN THE DARK」「MIDTOWNにさよならを」
- 麗美「あなたの景色」「Everlasting Love」
- 水越恵子「Broken Frame」
- 少女隊「君の瞳に恋してる」
- 石井明美「YOU MAKE ME HAPPY」
- 岡崎律子「悲しい自由」
- こんぺいとう「嵐がくるわ」
- 杉本理恵「GOODBYE」
- 彩恵津子「やわらかい雨」
- 下成佐登子「風のスクリーン」
- 和田加奈子「Hello My Radio」「あの空を抱きしめて」
- おかわりシスターズ「恋をアンコール」
- 風見律子「アヴァンチュリエ」
- 梅林茂「"それから" メイン･テーマ」(東映映画『それから』)、「お子様チャイナ」(東宝映画『そろばんずく』)
- 童夢「Act 3 Scene 8」（大友克洋『童夢』のイメージアルバム）

他多数

## レコーディング/ミキシング・エンジニア/プロデューサーとしての主な参加作品
- coba『Conscious Posi』『Conscious Nega (Subconscious)』『Sweet Poison』『Elecute』『旅する少年 Stay Gold』（プログラマーとしても参加）他多数
- coba & 宮沢和史「ひとりぼっちじゃない」(アニメ映画『劇場版ポケットモンスター 水の都の護神 ラティアスとラティオス』ED)
- ムーンライダーズ「オー何テユー事ナンダロウ」「月面讃歌」「幸せの場所」「彼女はプレイガール」「酔いどれダンスミュージック'98」(ミキシング・エンジニア)
- 原田知世「チム・チム・チェリー」(『Disney Tribute Album / We Love Mickey ～Happy 70th Anniversary』より)
- CHAGE「トウキョータワー」「僕が見つけた気持ちのいい場所」(ミキシング・エンジニア)
- 柿原朱美『Living Together』（サウンド・プロデュース）
- ラヴ・タンバリンズ全作品 「Love is Here」「Spend The Day Without You」 「it's a brand new day」「Love Is Life To Women」（エンジニア）
- Ellie「So I」「Shirley King」
- 野宮真貴「大人の恋、もしくは恋のエチュード」「太陽の真下」(ミキシング・エンジニア)
- カヒミ・カリィ［Crue-L Records作品］「Candyman」(ミキシング・エンジニア)「Mike Alway's Diary」（ミキシング・エンジニア、口笛）他
- コーネリアス「Cannabis」(ミキシング・エンジニア)
- Bridge「Change」(ミキシング・エンジニア)
- カジヒデキ「Walkin’After Dinner」「SUMMER SUNDAY SMILE」「5時から7時までのマキ」「秘密の夜会」(ミキシング・エンジニア)
- three berry icecream 「Go pit-a-pat days」（エンジニア）
- marigold leaf（橋本由香利によるユニット）「さよならの月」（エンジニア）
- エスカレーターレコーズ/コンピレーション・アルバム
- 篠原ともえ「地下鉄に乗って」（プロデュース/エンジニア、口笛）
- 大石恵「Jour de Neige」(ミキシング・エンジニア）
- レピッシュ『POP』(プロデュース/エンジニア)
- 上田ケンジ『フォーエバーラブ』（エンジニア）
- 加藤いづみ「オンナトモダチ」「泳ぐ。」「愛について」「星合の空まで」「ワルツ」(エンジニア)
- Plum Planets「白い色は恋人の色」(2003年度さくらんぼテレビイメージソング : 編曲/エンジニア)
- Gangway「Going Away~Yell More Rugby」（プロデュース/エンジニア）
- Eri『Blue』『Fall in loving time』（プロデュース/エンジニア）『Happy Ending Story』（ミキシング・エンジニア）
- YUKARI FRESH「I'LL BAKE ME A MAN」「SNAPSHOT」(ミキシング・エンジニア)
- 都築恵理「Treasure」「嘘」「Fly Away」
- 太田貴子「大・恋・愛β」
- hal「ひこおきぐも」「color as biginning」
- Sheen「積木の汽車」「flowers」（プロデュース/エンジニア）
- パレード（エンジニア）
- 桃梨（ミキシング・エンジニア）
- 野佐怜奈『don't kiss, but yes』（ミキシング・エンジニア）他
- 原田茶飯事『いななき』
- Fovourite Marine「Flowers Bloom」「Small Parade」(ミキシング・エンジニア)
- THE LOVE MUSHROOMS「FUNNY SUNNY DAY」(ミキシング・エンジニア)
- freedom suite「Daydream of the past」(ミキシング・エンジニア)
- 井上ほの花 『ファーストフライト』「スパークリング・チャイナタウン」(ミキシング・エンジニア)
- おおくぼけい 「20世紀のように」「Green」「漂流」「カナリア」(ミキシング・エンジニア)
- ayU tokiO 『遊撃手』『新たなる解』(ミキシング・エンジニア)
- 砂の壁 『GUMBO』(ミキシング・エンジニア)
- The Spooks 『いいかげんな逃避行』(ミキシング・エンジニア)
- 無果汁団 『マドロム』『うみねこゲイザー』(ミキシング・エンジニア)
- hajimepop (feat. Mar.) 「ラストシーン」「IMAGE」「Lucky Person」「君とシンセサイザー」「Story」「透明の糸」（プロデュース/エンジニア）
- shinowa 『Flowerdelic』（プロデュース/エンジニア）

他多数

## エピソード
- 森本人は自らの仕事を「シンセサイザー・プログラマー」「サウンド・デザイナー」と呼ぶことが多い。「マニピュレーター」という呼称については、「イギリス人の友人に "良い意味ではない" と教わったので自分では使わない」との旨を『ラグジュアリー歌謡』（藤井陽一監修/DU BOOKS刊）のコラムで明かしている[2]。レコードやCDなどのクレジットにおいて、前述の呼称の他に「シンセ・オペレーター（Synthesizer Operator）」と表記されることも多い。

- 任天堂のゲーム『MOTHER』(1989年) の音楽を担当した鈴木慶一は、このプロジェクトでイギリスの有名ミュージシャン達が多数参加している理由を "森くんが記していたメモの存在が大きい" との旨を語った[6]。

- 『ニッポンの編曲家 歌謡曲/ニューミュージック時代を支えたアレンジャーたち』(DU BOOKS刊) の中で、武部聡志は "斉藤由貴セッション" における自らのアレンジが気に入っている楽曲の一つとして「AXIA ～かなしいことり～」を挙げ、「あれはすべて打ち込みで、マニピュレーターの森達彦くんと二人でオケを作った」と述懐している[7]。

- おニャン子クラブなどのアイドルを中心に、一時期は森と「週に4日は仕事を共にした」[2]という作曲家/編曲家の山川恵津子は、「マ二ピは個性的な人ばかりで、森さんは自分の好みもはっきりしており、曲との相性が合えば素晴らしい音をつくる頼れる職人だ」と語っている[8]。

- レコーディングでは稀に口笛で参加しており、確認できるだけでも３曲（杉真理「Daisyと秋の日」、カヒミ・カリィ「Mike Alway's Diary」、篠原ともえ「地下鉄に乗って」）で森の口笛を聞くことができる。

- 1980年代前半には鷺巣詩郎が編曲した楽曲にも多数参加しているが（関係者によると約1000曲にも及ぶ）、当時はシンセサイザー・プログラマーがクレジット表記されることは稀少であり、当事者の間でも多忙を極めていた（しかも曲名は仮タイトルや数字/記号で呼ばれることが多かった）ため、確認・検証することが非常に困難である。なお、当時すでに大御所作曲家であった筒美京平の作品に森が初めて関わったのは、"鷺巣さんの仕事だった" と筒美の追悼記事におけるインタビューで言及している[5]。